# Poecilus pantanellii
Poecilus pantanellii is een keversoort uit de familie loopkevers (Carabidae). De wetenschappelijke naam van de soort is voor het eerst geldig gepubliceerd in 1903 door Fiori.